# Lorenzo Sala
Lorenzo Sala (Trento, 15 settembre 2002) è un pallavolista italiano, opposto del Cuneo.

## Biografia
È il figlio dell'ex pallavolista Andrea Sala.

## Carriera

### Club
Lorenzo Sala inizia la carriera nelle formazioni giovanili del Modena, con il quale partecipa nella stagione 2020-21 al campionato di Serie B, ottenendo anche qualche convocazione in prima squadra, in Superlega, dove entra stabilmente a partire dall'annata 2021-22 e con cui nel 2022-23 vince la Coppa CEV.
Per il campionato 2023-24 si accasa alla Prisma Taranto, sempre in Superlega: terminata la regular season conclude la stagione in Francia, ingaggiato dal Cannes per disputare i play-off promozione della Ligue B. Per la stagione successiva rientra in patria, firmando per la squadra calabra della Franco Tigano, debuttante in Serie A2.
Nella stagione 2025-26 ritorna in Superlega per vestire la maglia delneopromosso Cuneo.

### Nazionale
Nel 2023 riceve le prime convocazioni nella squadra nazionale italiana partecipando alle fasi di qualificazione della Volleyball Nations League. Lo stesso anno con la nazionale universitaria ottiene l'oro ai giochi mondiali.

## Palmarès

### Squadra
- Coppa CEV: 1

2022-23

### Nazionale (competizioni minori)
- Giochi mondiali universitari estivi 2023